# Élections départementales de 2015 en Indre-et-Loire
Les élections départementales ont lieu les 22 et 29 mars 2015.

## Contexte départemental

### Assemblée départementale sortante
Avant les élections, le conseil général d'Indre-et-Loire est présidé par Frédéric Thomas (PS). Il comprend 37 conseillers généraux issus des 37 cantons d'Indre-et-Loire. Après le redécoupage cantonal de 2014, ce sont 38 conseillers départementaux qui seront élus au sein des 19 nouveaux cantons d'Indre-et-Loire.
| Parti                                | Sigle | Sigle | Élus |
| ------------------------------------ | ----- | ----- | ---- |
| Majorité (24 sièges)                 |       |       |      |
| Parti Socialiste                     |       | PS    | 16   |
| Divers gauche                        |       | DVG   | 5    |
| Front de gauche                      |       | FG    | 2    |
| Europe Écologie Les Verts            |       | EÉLV  | 1    |
| Opposition (13 sièges)               |       |       |      |
| Union des démocrates et indépendants |       | UDI   | 5    |
| Union pour un mouvement populaire    |       | UMP   | 4    |
| Divers droite                        |       | DVD   | 4    |
| Président du conseil général         |       |       |      |
| Frédéric Thomas (PS)                 |       |       |      |

### Assemblée départementale élue
| Parti                                | Sigle | Sigle | Élus |
| ------------------------------------ | ----- | ----- | ---- |
| Majorité (30 sièges)                 |       |       |      |
| Union pour un mouvement populaire    |       | UMP   | 18   |
| Union des démocrates et indépendants |       | UDI   | 7    |
| Divers droite                        |       | DVD   | 5    |
| Opposition (8 sièges)                |       |       |      |
| Parti Socialiste                     |       | PS    | 6    |
| Front démocrate                      |       | FD    | 1    |
| Divers gauche                        |       | DVG   | 1    |
| Président du conseil départemental   |       |       |      |
| Jean-Yves Couteau (UDI)              |       |       |      |

## Résultats à l'échelle du département

### Résultats par nuances du ministère de l'Intérieur
Les nuances utilisées par le ministère de l'Intérieur ne tiennent pas compte des alliances locales.
| Binômes     | Binômes            | Premier tour | Premier tour | Second tour | Second tour | Sièges |
| Binômes     | Binômes            | Voix         | %            | Voix        | %           | Sièges |
| ----------- | ------------------ | ------------ | ------------ | ----------- | ----------- | ------ |
|             | Union de la droite | 72 602       | 35,57        | 102 671     | 52,59       | 30     |
|             | DVD                | 2 869        | 1,41         |             |             |        |
|             | DLF                | 481          | 0,24         |             |             |        |
| Droite      | Droite             | 75 952       | 37,22        | 102 671     | 52,59       | 30     |
|             |                    |              |              |             |             |        |
|             | PS                 | 43 175       | 21,15        | 51 586      | 26,43       | 8      |
|             | DVG                | 20 386       | 9,99         |             |             |        |
|             | Union de la gauche | 8 711        | 4,27         | 12 146      | 6,22        | 0      |
|             | FG                 | 5 266        | 2,58         |             |             |        |
|             | PCF                | 1 215        | 0,60         |             |             |        |
|             | EÉLV               | 844          | 0,41         |             |             |        |
| Gauche      | Gauche             | 79 597       | 39,00        | 63 732      | 32,65       | 8      |
|             |                    |              |              |             |             |        |
|             | FN                 | 47 723       | 23,38        | 28 813      | 14,76       | 0      |
|             |                    |              |              |             |             |        |
|             | Divers             | 518          | 0,25         |             |             |        |
|             |                    |              |              |             |             |        |
|             | EXG                | 328          | 0,16         |             |             |        |
|             |                    |              |              |             |             |        |
| Inscrits    | Inscrits           | 420 269      | 100,00       | 420 315     | 100,00      |        |
| Abstentions | Abstentions        | 206 451      | 49,12        | 206 292     | 49,08       |        |
| Votants     | Votants            | 213 818      | 50,88        | 214 023     | 50,92       |        |
| Blancs      | Blancs             | 6 736        | 3,15         | 13 246      | 6,19        |        |
| Nuls        | Nuls               | 2 964        | 1,39         | 5 561       | 2,60        |        |
| Exprimés    | Exprimés           | 204 118      | 95,46        | 195 216     | 91,21       |        |

### Résultats par canton
| Canton                   | Conseiller sortant        | Parti                   | Parti       | Conseiller élu            | Parti           | Parti           |
| ------------------------ | ------------------------- | ----------------------- | ----------- | ------------------------- | --------------- | --------------- |
| Amboise                  | Christian Guyon*          |                         | PS          | Laurence Cornier-Goehring |                 | PS              |
| Amboise                  | Christian Guyon*          | Rémi Leveau             | PS          |                           | PS              |                 |
| Azay-le-Rideau           | Éric Loizon               |                         | DVD         | Canton supprimé           | Canton supprimé | Canton supprimé |
| Ballan-Miré              | Alain Michel              |                         | PS          | Alexandre Chas            |                 | UMP             |
| Ballan-Miré              | Alain Michel              | Nathalie Touret         | PS          |                           | UMP             |                 |
| Bléré                    | Alain Kerbriand-Postic*   |                         | PS          | Jocelyne Cochin           |                 | DVD             |
| Bléré                    | Alain Kerbriand-Postic*   | Vincent Louault         | PS          |                           | UMP             |                 |
| Bourgueil                | Pierre Junges*            |                         | DVG         | Canton supprimé           | Canton supprimé | Canton supprimé |
| Chambray-lès-Tours       | Jean-Claude Landré        |                         | DVG         | Canton supprimé           | Canton supprimé | Canton supprimé |
| Château-la-Vallière      | Martine Chaigneau         |                         | PS          | Canton supprimé           | Canton supprimé | Canton supprimé |
| Château-Renault          | Jean-Pierre Gaschet       |                         | UDI         | Brigitte Dupuis           |                 | UMP             |
| Château-Renault          | Jean-Pierre Gaschet       | Jean-Pierre Gaschet     | UDI         |                           | UDI             |                 |
| Chinon                   | Christiane Rigaux*        |                         | DVG         | Éric Loizon               |                 | DVD             |
| Chinon                   | Christiane Rigaux*        | Isabelle Raimond-Pavero | DVG         |                           | UMP             |                 |
| Descartes                | Gérard Dubois             |                         | DVD         | Gérard Dubois             |                 | DVD             |
| Descartes                | Gérard Dubois             | Geneviève Galland       | DVD         |                           | DVD             |                 |
| Grand-Pressigny          | Gérard Hénault*           |                         | UDI         | Canton supprimé           | Canton supprimé | Canton supprimé |
| L'Île-Bouchard           | Nadège Arnault            |                         | DVD         | Canton supprimé           | Canton supprimé | Canton supprimé |
| Joué-lès-Tours           | Canton créé               | Canton créé             | Canton créé | Judicael Osmond           |                 | UMP             |
| Joué-lès-Tours           | Canton créé               | Canton créé             | Canton créé | Valérie Turot             |                 | UMP             |
| Joué-lès-Tours-Nord      | Marie-Dominique Boisseau* |                         | PS          | Canton supprimé           | Canton supprimé | Canton supprimé |
| Joué-lès-Tours-Sud       | Philippe Le Breton*       |                         | PS          | Canton supprimé           | Canton supprimé | Canton supprimé |
| Langeais                 | Jean Gouzy*               |                         | DVG         | Jean-Marie Carles         |                 | DVG             |
| Langeais                 | Jean Gouzy*               | Martine Chaigneau       | DVG         |                           | PS              |                 |
| Ligueil                  | Michel Guignaudeau        |                         | DVG         | Canton supprimé           | Canton supprimé | Canton supprimé |
| Loches                   | Pierre Louault            |                         | UDI         | Valérie Gervès            |                 | UMP             |
| Loches                   | Pierre Louault            | Pierre Louault          | UDI         |                           | UDI             |                 |
| Luynes                   | Joël Ageorges             |                         | DVG         | Canton supprimé           | Canton supprimé | Canton supprimé |
| Montbazon                | Marisol Touraine*         |                         | PS          | Canton supprimé           | Canton supprimé | Canton supprimé |
| Montlouis-sur-Loire      | Patrick Bourdy            |                         | PS          | Patrick Bourdy            |                 | PS              |
| Montlouis-sur-Loire      | Patrick Bourdy            | Agnès Monmarché-Voisine | PS          |                           | PS              |                 |
| Montrésor                | Jacky Charbonnier*        |                         | DVG         | Canton supprimé           | Canton supprimé | Canton supprimé |
| Monts                    | Canton créé               | Canton créé             | Canton créé | Sylvie Giner              |                 | UMP             |
| Monts                    | Canton créé               | Canton créé             | Canton créé | Patrick Michaud           |                 | UDI             |
| Neuillé-Pont-Pierre      | Dominique Lachaud         |                         | PS          | Canton supprimé           | Canton supprimé | Canton supprimé |
| Neuvy-le-Roi             | Henri Zamarlik*           |                         | UDI         | Canton supprimé           | Canton supprimé | Canton supprimé |
| Preuilly-sur-Claise      | Gilles Bertucelli*        |                         | DVD         | Canton supprimé           | Canton supprimé | Canton supprimé |
| Richelieu                | Serge Garot*              |                         | UMP         | Canton supprimé           | Canton supprimé | Canton supprimé |
| Saint-Avertin            | Jean-Gérard Paumier       |                         | UMP         | Canton supprimé           | Canton supprimé | Canton supprimé |
| Saint-Cyr-sur-Loire      | Jean-Yves Couteau         |                         | UDI         | Jean-Yves Couteau         |                 | UDI             |
| Saint-Cyr-sur-Loire      | Jean-Yves Couteau         | Dominique Sardou        | UDI         |                           | UMP             |                 |
| Sainte-Maure-de-Touraine | Jean Savoie*              |                         | UMP         | Nadège Arnault            |                 | DVD             |
| Sainte-Maure-de-Touraine | Jean Savoie*              | Étienne Martegoutte     | UMP         |                           | UMP             |                 |
| Saint-Pierre-des-Corps   | Martine Belnoue           |                         | PCF         | Mounia Haddad             |                 | UDI             |
| Saint-Pierre-des-Corps   | Martine Belnoue           | Jean-Gérard Paumier     | PCF         |                           | UMP             |                 |
| Tours-1                  | Canton créé               | Canton créé             | Canton créé | Cécile Chevillard         |                 | UMP             |
| Tours-1                  | Canton créé               | Canton créé             | Canton créé | Xavier Dateu              |                 | UDI             |
| Tours-2                  | Canton créé               | Canton créé             | Canton créé | Dominique Lemoine         |                 | FD              |
| Tours-2                  | Canton créé               | Canton créé             | Canton créé | Florence Zulian           |                 | PS              |
| Tours-3                  | Canton créé               | Canton créé             | Canton créé | Barbara Darnet-Malaquin   |                 | UMP             |
| Tours-3                  | Canton créé               | Canton créé             | Canton créé | Olivier Lebreton          |                 | UMP             |
| Tours-4                  | Canton créé               | Canton créé             | Canton créé | Céline Ballesteros        |                 | UMP             |
| Tours-4                  | Canton créé               | Canton créé             | Canton créé | Thomas Gelfi              |                 | UDI             |
| Tours-Centre             | Serge Babary*             |                         | UMP         | Canton supprimé           | Canton supprimé | Canton supprimé |
| Tours-Est                | Christophe Boulanger      |                         | EÉLV        | Canton supprimé           | Canton supprimé | Canton supprimé |
| Tours-Nord-Est           | Frédéric Thomas           |                         | PS          | Canton supprimé           | Canton supprimé | Canton supprimé |
| Tours-Nord-Ouest         | Claude Roiron*            |                         | PS          | Canton supprimé           | Canton supprimé | Canton supprimé |
| Tours-Ouest              | Nicolas Gautreau          |                         | PS          | Canton supprimé           | Canton supprimé | Canton supprimé |
| Tours-Sud                | Claude-Pierre Chauveau    |                         | PS          | Canton supprimé           | Canton supprimé | Canton supprimé |
| Tours-Val-du-Cher        | Gérard Gernot*            |                         | PS          | Canton supprimé           | Canton supprimé | Canton supprimé |
| Vouvray                  | Bernard Mariotte          |                         | PS          | Patrick Delétang          |                 | UMP             |
| Vouvray                  | Bernard Mariotte          | Pascale Devallée        | PS          |                           | UMP             |                 |

* Conseillers généraux sortants ne se représentant pas

## Résultats par canton

### Canton d'Amboise
| Candidats   | Candidats                 | Partis      | Partis      | Premier tour | Premier tour | Second tour | Second tour |
| Candidats   | Candidats                 | Partis      | Partis      | Voix         | %            | Voix        | %           |
| ----------- | ------------------------- | ----------- | ----------- | ------------ | ------------ | ----------- | ----------- |
| 1           | Laurence Cornier-Goehring |             | PS          | 3 263        | 33,11        | 4 178       | 39,53       |
| 1           | Rémi Leveau               |             | PS          | 3 263        | 33,11        | 4 178       | 39,53       |
| 2           | Christophe Ahuir          |             | EÉLV        | 844          | 8,56         |             |             |
| 2           | Catherine Wolf            |             | FG          | 844          | 8,56         |             |             |
| 3           | Thierry Boutard           |             | UMP         | 3 132        | 31,78        | 4 025       | 38,08       |
| 3           | Christine Fauquet         |             | UDI         | 3 132        | 31,78        | 4 025       | 38,08       |
| 4           | Claude Carchon            |             | FN          | 2 616        | 26,54        | 2 367       | 22,39       |
| 4           | Nelly Sellier             |             | FN          | 2 616        | 26,54        | 2 367       | 22,39       |
|             |                           |             |             |              |              |             |             |
| Inscrits    | Inscrits                  | Inscrits    | Inscrits    | 19 863       | 100,00       | 19 864      | 100,00      |
| Abstentions | Abstentions               | Abstentions | Abstentions | 9 566        | 48,16        | 8 892       | 44,76       |
| Votants     | Votants                   | Votants     | Votants     | 10 297       | 51,84        | 10 972      | 55,24       |
| Blancs      | Blancs                    | Blancs      | Blancs      | 294          | 2,86         | 292         | 2,66        |
| Nuls        | Nuls                      | Nuls        | Nuls        | 148          | 1,44         | 110         | 1           |
| Exprimés    | Exprimés                  | Exprimés    | Exprimés    | 9 855        | 95,71        | 10 570      | 96,34       |

### Canton de Ballan-Miré
| Candidats            | Candidats               | Partis      | Partis      | Premier tour | Premier tour | Second tour | Second tour |
| Candidats            | Candidats               | Partis      | Partis      | Voix         | %            | Voix        | %           |
| -------------------- | ----------------------- | ----------- | ----------- | ------------ | ------------ | ----------- | ----------- |
| 1                    | Alexandre Chas          |             | UMP         | 2 635        | 31,55        | 5 238       | 72,16       |
| 1                    | Nathalie Touret         |             | UMP         | 2 635        | 31,55        | 5 238       | 72,16       |
| 2                    | Carole Perret           |             | FN          | 1 754        | 21,00        | 2 021       | 27,84       |
| 2                    | Jean-Michel Pottier     |             | FN          | 1 754        | 21,00        | 2 021       | 27,84       |
| 3                    | Yamina Mahboubi         |             | DLF         | 176          | 2,11         |             |             |
| 3                    | Charles-Édouard Ranchin |             | DLF         | 176          | 2,11         |             |             |
| 4                    | Léonard Léma-frémont    |             | PCF         | 635          | 7,60         |             |             |
| 4                    | Branka Zec              |             | MRC         | 635          | 7,60         |             |             |
| 5                    | Pascale Boudesseul      |             | PS          | 1 629        | 19,50        |             |             |
| 5                    | Thierry Ferrer          |             | PS          | 1 629        | 19,50        |             |             |
| 6                    | Cécile Bellet           |             | DVG         | 1 523        | 18,24        |             |             |
| 6                    | Alain Michel*           |             | PS          | 1 523        | 18,24        |             |             |
|                      |                         |             |             |              |              |             |             |
| Inscrits             | Inscrits                | Inscrits    | Inscrits    | 17 230       | 100,00       | 17 233      | 100,00      |
| Abstentions          | Abstentions             | Abstentions | Abstentions | 8 504        | 49,36        | 8 603       | 49,92       |
| Votants              | Votants                 | Votants     | Votants     | 8 726        | 50,64        | 8 630       | 50,08       |
| Blancs               | Blancs                  | Blancs      | Blancs      | 276          | 3,16         | 1 053       | 12,2        |
| Nuls                 | Nuls                    | Nuls        | Nuls        | 98           | 1,12         | 318         | 3,68        |
| Exprimés             | Exprimés                | Exprimés    | Exprimés    | 8 352        | 95,71        | 7 259       | 84,11       |
| * conseiller sortant |                         |             |             |              |              |             |             |

### Canton de Bléré
| Candidats   | Candidats        | Partis      | Partis      | Premier tour | Premier tour | Second tour | Second tour |
| Candidats   | Candidats        | Partis      | Partis      | Voix         | %            | Voix        | %           |
| ----------- | ---------------- | ----------- | ----------- | ------------ | ------------ | ----------- | ----------- |
| 1           | Lisiane Brier    |             | PCF         | 886          | 9,06         |             |             |
| 1           | Guy Derouault    |             | PCF         | 886          | 9,06         |             |             |
| 2           | Marc Dimeglio    |             | FN          | 2 491        | 25,49        | 2 496       | 23,95       |
| 2           | Michèle Mermet   |             | FN          | 2 491        | 25,49        | 2 496       | 23,95       |
| 3           | Jocelyne Cochin  |             | DVD         | 3 167        | 32,4         | 4 033       | 38,69       |
| 3           | Vincent Louault  |             | UMP         | 3 167        | 32,4         | 4 033       | 38,69       |
| 4           | Thérèse Bon      |             | DLF         | 305          | 3,12         |             |             |
| 4           | Gilles Moreaux   |             | DLF         | 305          | 3,12         |             |             |
| 5           | Maryse Couillard |             | PS          | 2 925        | 29,93        | 3 894       | 37,36       |
| 5           | Daniel Labaronne |             | PS          | 2 925        | 29,93        | 3 894       | 37,36       |
|             |                  |             |             |              |              |             |             |
| Inscrits    | Inscrits         | Inscrits    | Inscrits    | 19 477       | 100,00       | 19 473      | 100,00      |
| Abstentions | Abstentions      | Abstentions | Abstentions | 9 257        | 47,53        | 8 663       | 44,49       |
| Votants     | Votants          | Votants     | Votants     | 10 220       | 52,47        | 10 810      | 55,51       |
| Blancs      | Blancs           | Blancs      | Blancs      | 333          | 3,26         | 282         | 2,61        |
| Nuls        | Nuls             | Nuls        | Nuls        | 113          | 1,11         | 105         | 0,97        |
| Exprimés    | Exprimés         | Exprimés    | Exprimés    | 9 774        | 95,64        | 10 423      | 96,42       |

### Canton de Château-Renault
| Candidats            | Candidats              | Partis      | Partis      | Premier tour | Premier tour | Second tour | Second tour |
| Candidats            | Candidats              | Partis      | Partis      | Voix         | %            | Voix        | %           |
| -------------------- | ---------------------- | ----------- | ----------- | ------------ | ------------ | ----------- | ----------- |
| 1                    | Brigitte Dupuis        |             | UMP         | 4 840        | 37,13        | 7 989       | 64,3        |
| 1                    | Jean-Pierre Gaschet    |             | UDI         | 4 840        | 37,13        | 7 989       | 64,3        |
| 2                    | Daniel Bretaudeau      |             | FN          | 3 919        | 30,06        | 4 435       | 35,7        |
| 2                    | Isabelle Cesvre        |             | FN          | 3 919        | 30,06        | 4 435       | 35,7        |
| 3                    | Michèle Maarek-Lemarié |             | PCF         | 1 506        | 11,55        |             |             |
| 3                    | Stéphane Morillon      |             | PCF         | 1 506        | 11,55        |             |             |
| 4                    | Dominique Lachaud*     |             | PS          | 2 771        | 21,26        |             |             |
| 4                    | Brigitte Vengeon       |             | PS          | 2 771        | 21,26        |             |             |
|                      |                        |             |             |              |              |             |             |
| Inscrits             | Inscrits               | Inscrits    | Inscrits    | 27 004       | 100,00       | 27 010      | 100,00      |
| Abstentions          | Abstentions            | Abstentions | Abstentions | 13 265       | 49,12        | 13 028      | 48,23       |
| Votants              | Votants                | Votants     | Votants     | 13 739       | 50,88        | 13 982      | 51,77       |
| Blancs               | Blancs                 | Blancs      | Blancs      | 494          | 3,6          | 1 208       | 8,64        |
| Nuls                 | Nuls                   | Nuls        | Nuls        | 209          | 1,52         | 350         | 2,5         |
| Exprimés             | Exprimés               | Exprimés    | Exprimés    | 13 036       | 94,88        | 12 424      | 88,86       |
| * conseiller sortant |                        |             |             |              |              |             |             |

### Canton de Chinon
| Candidats            | Candidats               | Partis      | Partis      | Premier tour | Premier tour | Second tour | Second tour |
| Candidats            | Candidats               | Partis      | Partis      | Voix         | %            | Voix        | %           |
| -------------------- | ----------------------- | ----------- | ----------- | ------------ | ------------ | ----------- | ----------- |
| 1                    | Éric Loizon*            |             | DVD         | 4 879        | 39,59        | 8 095       | 70,87       |
| 1                    | Isabelle Raimond-Pavero |             | UMP         | 4 879        | 39,59        | 8 095       | 70,87       |
| 2                    | Flora Pontlevoy-Mascart |             | FN          | 2 996        | 24,31        | 3 327       | 29,13       |
| 2                    | Gérard Salichon         |             | FN          | 2 996        | 24,31        | 3 327       | 29,13       |
| 3                    | Dimitri Robert          |             | PG          | 1 664        | 13,50        |             |             |
| 3                    | Marie-Claire Robin      |             | EÉLV        | 1 664        | 13,50        |             |             |
| 4                    | Marie-Annette Bergeot   |             | DVG         | 2 785        | 22,60        |             |             |
| 4                    | Yves Godard             |             | PS          | 2 785        | 22,60        |             |             |
|                      |                         |             |             |              |              |             |             |
| Inscrits             | Inscrits                | Inscrits    | Inscrits    | 25 941       | 100,00       | 25 943      | 100,00      |
| Abstentions          | Abstentions             | Abstentions | Abstentions | 12 893       | 49,7         | 12 855      | 49,55       |
| Votants              | Votants                 | Votants     | Votants     | 13 048       | 50,3         | 13 088      | 50,45       |
| Blancs               | Blancs                  | Blancs      | Blancs      | 527          | 4,04         | 1 274       | 9,73        |
| Nuls                 | Nuls                    | Nuls        | Nuls        | 197          | 1,51         | 392         | 3           |
| Exprimés             | Exprimés                | Exprimés    | Exprimés    | 12 324       | 94,45        | 11 422      | 87,27       |
| * conseiller sortant |                         |             |             |              |              |             |             |

### Canton de Descartes
| Candidats            | Candidats            | Partis      | Partis      | Premier tour | Premier tour | Second tour | Second tour |
| Candidats            | Candidats            | Partis      | Partis      | Voix         | %            | Voix        | %           |
| -------------------- | -------------------- | ----------- | ----------- | ------------ | ------------ | ----------- | ----------- |
| 1                    | Laure-Marie Chouffot |             | FN          | 2 454        | 22,83        | 2 429       | 21,51       |
| 1                    | Karl Claeyssen       |             | FN          | 2 454        | 22,83        | 2 429       | 21,51       |
| 2                    | Gérard Dubois*       |             | DVD         | 4 716        | 43,87        | 5 517       | 48,85       |
| 2                    | Geneviève Galland    |             | DVD         | 4 716        | 43,87        | 5 517       | 48,85       |
| 3                    | Mélanie Lechevalier  |             | PCF         | 860          | 8,00         |             |             |
| 3                    | Christophe Perault   |             | PCF         | 860          | 8,00         |             |             |
| 4                    | Laurence Celton      |             | DVG         | 2 720        | 25,30        | 3 347       | 29,64       |
| 4                    | Michel Guignaudeau*  |             | DVG         | 2 720        | 25,30        | 3 347       | 29,64       |
|                      |                      |             |             |              |              |             |             |
| Inscrits             | Inscrits             | Inscrits    | Inscrits    | 19 134       | 100,00       | 19 141      | 100,00      |
| Abstentions          | Abstentions          | Abstentions | Abstentions | 7 807        | 40,8         | 7 381       | 38,56       |
| Votants              | Votants              | Votants     | Votants     | 11 327       | 59,2         | 11 760      | 61,44       |
| Blancs               | Blancs               | Blancs      | Blancs      | 377          | 3,33         | 305         | 2,59        |
| Nuls                 | Nuls                 | Nuls        | Nuls        | 200          | 1,77         | 162         | 1,38        |
| Exprimés             | Exprimés             | Exprimés    | Exprimés    | 10 750       | 94,91        | 11 293      | 96,03       |
| * conseiller sortant |                      |             |             |              |              |             |             |

### Canton de Joué-lès-Tours
| Candidats   | Candidats           | Partis      | Partis      | Premier tour | Premier tour | Second tour | Second tour |
| Candidats   | Candidats           | Partis      | Partis      | Voix         | %            | Voix        | %           |
| ----------- | ------------------- | ----------- | ----------- | ------------ | ------------ | ----------- | ----------- |
| 1           | Judicael Osmond     |             | UMP         | 3 821        | 34,31        | 5 875       | 55,44       |
| 1           | Valérie Turot       |             | UMP         | 3 821        | 34,31        | 5 875       | 55,44       |
| 2           | Florent Petit       |             | PCF         | 1 139        | 10,23        |             |             |
| 2           | Catherine Rabier    |             | EÉLV        | 1 139        | 10,23        |             |             |
| 3           | Véronique Péan      |             | FN          | 2 645        | 23,75        |             |             |
| 3           | Jean-Pierre Sanchez |             | FN          | 2 645        | 23,75        |             |             |
| 4           | Marie-Line Moroy    |             | DVG         | 3 333        | 29,92        | 4 722       | 44,56       |
| 4           | Vincent Tison       |             | PS          | 3 333        | 29,92        | 4 722       | 44,56       |
| 5           | Kemais Marzouk      |             | UPR         | 200          | 1,80         |             |             |
| 5           | Françoise Vergés    |             | UPR         | 200          | 1,80         |             |             |
|             |                     |             |             |              |              |             |             |
| Inscrits    | Inscrits            | Inscrits    | Inscrits    | 24 744       | 100,00       | 24 744      | 100,00      |
| Abstentions | Abstentions         | Abstentions | Abstentions | 13 098       | 52,93        | 13 147      | 53,13       |
| Votants     | Votants             | Votants     | Votants     | 11 646       | 47,07        | 11 597      | 46,87       |
| Blancs      | Blancs              | Blancs      | Blancs      | 346          | 2,97         | 679         | 5,85        |
| Nuls        | Nuls                | Nuls        | Nuls        | 162          | 1,39         | 321         | 2,77        |
| Exprimés    | Exprimés            | Exprimés    | Exprimés    | 11 138       | 95,64        | 10 597      | 91,38       |

### Canton de Langeais
| Candidats   | Candidats                | Partis      | Partis      | Premier tour | Premier tour | Second tour | Second tour |
| Candidats   | Candidats                | Partis      | Partis      | Voix         | %            | Voix        | %           |
| ----------- | ------------------------ | ----------- | ----------- | ------------ | ------------ | ----------- | ----------- |
| 1           | Hugues Brun              |             | SE          | 318          | 2,52         |             |             |
| 1           | Nelly Maingault          |             | SE          | 318          | 2,52         |             |             |
| 2           | Jean-Marie Carles        |             | DVG         | 3 802        | 30,16        | 7 365       | 56,54       |
| 2           | Martine Chaigneau        |             | PS          | 3 802        | 30,16        | 7 365       | 56,54       |
| 3           | Jean-Paul Moreau         |             | PCF         | 1 067        | 8,46         |             |             |
| 3           | Françoise Roux           |             | PCF         | 1 067        | 8,46         |             |             |
| 4           | Jean de Fouquières       |             | DVD         | 515          | 4,09         |             |             |
| 4           | Dominique Ducos-Fonfrède |             | DVD         | 515          | 4,09         |             |             |
| 5           | Daniel Fraczak           |             | FN          | 3 937        | 31,23        | 5 662       | 43,46       |
| 5           | Sylvie Giot              |             | FN          | 3 937        | 31,23        | 5 662       | 43,46       |
| 6           | Astrid Jacques           |             | UMP         | 2 967        | 23,54        |             |             |
| 6           | Benjamin Philippon       |             | UMP         | 2 967        | 23,54        |             |             |
|             |                          |             |             |              |              |             |             |
| Inscrits    | Inscrits                 | Inscrits    | Inscrits    | 25 712       | 100,00       | 25 716      | 100,00      |
| Abstentions | Abstentions              | Abstentions | Abstentions | 12 459       | 48,46        | 11 327      | 44,05       |
| Votants     | Votants                  | Votants     | Votants     | 13 253       | 51,54        | 14 389      | 55,95       |
| Blancs      | Blancs                   | Blancs      | Blancs      | 463          | 3,49         | 1 026       | 7,13        |
| Nuls        | Nuls                     | Nuls        | Nuls        | 184          | 1,39         | 336         | 2,34        |
| Exprimés    | Exprimés                 | Exprimés    | Exprimés    | 12 606       | 95,12        | 13 027      | 90,53       |

### Canton de Loches
| Candidats   | Candidats                    | Partis      | Partis      | Premier tour | Premier tour | Second tour | Second tour |
| Candidats   | Candidats                    | Partis      | Partis      | Voix         | %            | Voix        | %           |
| ----------- | ---------------------------- | ----------- | ----------- | ------------ | ------------ | ----------- | ----------- |
| 1           | Valérie Gervès               |             | UMP         | 4 666        | 45,74        | 6 624       | 69,56       |
| 1           | Pierre Louault               |             | UDI         | 4 666        | 45,74        | 6 624       | 69,56       |
| 2           | Éva Kukulski                 |             | FN          | 2 584        | 25,33        | 2 899       | 30,44       |
| 2           | François Martinet-Vierthelin |             | FN          | 2 584        | 25,33        | 2 899       | 30,44       |
| 3           | Philippe Adam                |             | PS          | 1 936        | 18,98        |             |             |
| 3           | Johanne Breton               |             | DVG         | 1 936        | 18,98        |             |             |
| 4           | Sylvie Adolphe               |             | PG          | 1 016        | 9,96         |             |             |
| 4           | Jean-Claude Pillu            |             | PCF         | 1 016        | 9,96         |             |             |
|             |                              |             |             |              |              |             |             |
| Inscrits    | Inscrits                     | Inscrits    | Inscrits    | 19 349       | 100,00       | 19 347      | 100,00      |
| Abstentions | Abstentions                  | Abstentions | Abstentions | 8 630        | 44,6         | 8 585       | 44,37       |
| Votants     | Votants                      | Votants     | Votants     | 10 719       | 55,4         | 10 762      | 55,63       |
| Blancs      | Blancs                       | Blancs      | Blancs      | 384          | 3,58         | 935         | 8,69        |
| Nuls        | Nuls                         | Nuls        | Nuls        | 133          | 1,24         | 304         | 2,82        |
| Exprimés    | Exprimés                     | Exprimés    | Exprimés    | 10 202       | 95,18        | 9 523       | 88,49       |

### Canton de Montlouis-sur-Loire
| Candidats            | Candidats                 | Partis      | Partis      | Premier tour | Premier tour | Second tour | Second tour |
| Candidats            | Candidats                 | Partis      | Partis      | Voix         | %            | Voix        | %           |
| -------------------- | ------------------------- | ----------- | ----------- | ------------ | ------------ | ----------- | ----------- |
| 1                    | Patrick Bourdy*           |             | PS          | 3 724        | 31,99        | 5 595       | 51,18       |
| 1                    | Agnès Monmarché-Voisine   |             | PS          | 3 724        | 31,99        | 5 595       | 51,18       |
| 2                    | Laure Lelandais           |             | MoDem       | 612          | 5,26         |             |             |
| 2                    | Jackie Nourry             |             | DVD         | 612          | 5,26         |             |             |
| 3                    | Jean-Claude Bragoulet     |             | EÉLV        | 1 599        | 13,74        |             |             |
| 3                    | Maryse Cabanel            |             | PCF         | 1 599        | 13,74        |             |             |
| 4                    | Daniel Maingaud           |             | FN          | 2 683        | 23,05        |             |             |
| 4                    | Élisabeth Margot          |             | FN          | 2 683        | 23,05        |             |             |
| 5                    | Gilles Augereau           |             | UDI         | 3 022        | 25,96        | 5 336       | 48,82       |
| 5                    | Géraldine Poirault-Gauvin |             | UMP         | 3 022        | 25,96        | 5 336       | 48,82       |
|                      |                           |             |             |              |              |             |             |
| Inscrits             | Inscrits                  | Inscrits    | Inscrits    | 24 221       | 100,00       | 24 231      | 100,00      |
| Abstentions          | Abstentions               | Abstentions | Abstentions | 12 056       | 49,77        | 12 231      | 50,48       |
| Votants              | Votants                   | Votants     | Votants     | 12 165       | 50,23        | 12 000      | 49,52       |
| Blancs               | Blancs                    | Blancs      | Blancs      | 369          | 3,03         | 692         | 5,77        |
| Nuls                 | Nuls                      | Nuls        | Nuls        | 156          | 1,28         | 377         | 3,14        |
| Exprimés             | Exprimés                  | Exprimés    | Exprimés    | 11 640       | 95,68        | 10 931      | 91,09       |
| * conseiller sortant |                           |             |             |              |              |             |             |

### Canton de Monts
| Candidats            | Candidats           | Partis      | Partis      | Premier tour | Premier tour | Second tour | Second tour |
| Candidats            | Candidats           | Partis      | Partis      | Voix         | %            | Voix        | %           |
| -------------------- | ------------------- | ----------- | ----------- | ------------ | ------------ | ----------- | ----------- |
| 1                    | Armel Fillon        |             | FN          | 2 909        | 22,41        |             |             |
| 1                    | Astrid Robin        |             | FN          | 2 909        | 22,41        |             |             |
| 2                    | Jean-Claude Landré* |             | DVG         | 3 053        | 23,52        | 4 919       | 40,77       |
| 2                    | Cathy Münsch-Masset |             | PS          | 3 053        | 23,52        | 4 919       | 40,77       |
| 3                    | Sylvie Giner        |             | UMP         | 3 973        | 30,6         | 7 146       | 59,23       |
| 3                    | Patrick Michaud     |             | UDI         | 3 973        | 30,6         | 7 146       | 59,23       |
| 4                    | Anne Mariot         |             | EÉLV        | 1 305        | 10,05        |             |             |
| 4                    | Dominique Melin     |             | PCF         | 1 305        | 10,05        |             |             |
| 5                    | Alain Esnault       |             | DVD         | 1 742        | 13,42        |             |             |
| 5                    | Josiane Le Bronec   |             | DVD         | 1 742        | 13,42        |             |             |
|                      |                     |             |             |              |              |             |             |
| Inscrits             | Inscrits            | Inscrits    | Inscrits    | 26 161       | 100,00       | 26 163      | 100,00      |
| Abstentions          | Abstentions         | Abstentions | Abstentions | 12 630       | 48,28        | 12 932      | 49,43       |
| Votants              | Votants             | Votants     | Votants     | 13 531       | 51,72        | 13 231      | 50,57       |
| Blancs               | Blancs              | Blancs      | Blancs      | 392          | 2,9          | 792         | 5,99        |
| Nuls                 | Nuls                | Nuls        | Nuls        | 157          | 1,16         | 374         | 2,83        |
| Exprimés             | Exprimés            | Exprimés    | Exprimés    | 12 982       | 95,94        | 12 065      | 91,19       |
| * conseiller sortant |                     |             |             |              |              |             |             |

### Canton de Saint-Cyr-sur-Loire
| Candidats            | Candidats             | Partis      | Partis      | Premier tour | Premier tour | Second tour | Second tour |
| Candidats            | Candidats             | Partis      | Partis      | Voix         | %            | Voix        | %           |
| -------------------- | --------------------- | ----------- | ----------- | ------------ | ------------ | ----------- | ----------- |
| 1                    | Joël Ageorges*        |             | PS          | 3 949        | 28,43        | 4 971       | 38,51       |
| 1                    | Marie-Hélène Puiffe   |             | PS          | 3 949        | 28,43        | 4 971       | 38,51       |
| 2                    | Jean-Yves Couteau*    |             | UDI         | 6 238        | 44,91        | 7 937       | 61,49       |
| 2                    | Dominique Sardou      |             | UMP         | 6 238        | 44,91        | 7 937       | 61,49       |
| 3                    | Yvelise Marx-Davoust  |             | GU          | 1 121        | 8,07         |             |             |
| 3                    | Charles Petitcolas    |             | GU          | 1 121        | 8,07         |             |             |
| 4                    | Christelle Civeaux    |             | FN          | 2 581        | 18,58        |             |             |
| 4                    | Pierre-Louis Mériguet |             | FN          | 2 581        | 18,58        |             |             |
|                      |                       |             |             |              |              |             |             |
| Inscrits             | Inscrits              | Inscrits    | Inscrits    | 27 901       | 100,00       | 27 901      | 100,00      |
| Abstentions          | Abstentions           | Abstentions | Abstentions | 13 436       | 48,16        | 13 956      | 50,02       |
| Votants              | Votants               | Votants     | Votants     | 14 465       | 51,84        | 13 945      | 49,98       |
| Blancs               | Blancs                | Blancs      | Blancs      | 414          | 2,86         | 663         | 4,75        |
| Nuls                 | Nuls                  | Nuls        | Nuls        | 162          | 1,12         | 374         | 2,68        |
| Exprimés             | Exprimés              | Exprimés    | Exprimés    | 13 889       | 96,02        | 12 908      | 92,56       |
| * conseiller sortant |                       |             |             |              |              |             |             |

### Canton de Sainte-Maure-de-Touraine
| Candidats            | Candidats                 | Partis      | Partis      | Premier tour | Premier tour | Second tour | Second tour |
| Candidats            | Candidats                 | Partis      | Partis      | Voix         | %            | Voix        | %           |
| -------------------- | ------------------------- | ----------- | ----------- | ------------ | ------------ | ----------- | ----------- |
| 1                    | Nadège Arnault*           |             | DVD         | 4 915        | 45,82        | 7 023       | 68,85       |
| 1                    | Étienne Martegoutte       |             | UMP         | 4 915        | 45,82        | 7 023       | 68,85       |
| 2                    | Valérie Bouchaud-Violleau |             | DVG         | 1 789        | 16,68        |             |             |
| 2                    | Daniel Poujaud            |             | PS          | 1 789        | 16,68        |             |             |
| 3                    | Sophie Hervé              |             | PCF         | 1 215        | 11,33        |             |             |
| 3                    | François Lechevalier      |             | PCF         | 1 215        | 11,33        |             |             |
| 4                    | Christine Rapicault       |             | FN          | 2 807        | 26,17        | 3 177       | 31,15       |
| 4                    | Jean-Michel Triadou       |             | FN          | 2 807        | 26,17        | 3 177       | 31,15       |
|                      |                           |             |             |              |              |             |             |
| Inscrits             | Inscrits                  | Inscrits    | Inscrits    | 20 994       | 100,00       | 20 994      | 100,00      |
| Abstentions          | Abstentions               | Abstentions | Abstentions | 9 649        | 45,96        | 9 599       | 45,72       |
| Votants              | Votants                   | Votants     | Votants     | 11 345       | 54,04        | 11 395      | 54,28       |
| Blancs               | Blancs                    | Blancs      | Blancs      | 412          | 3,63         | 842         | 7,39        |
| Nuls                 | Nuls                      | Nuls        | Nuls        | 207          | 1,82         | 353         | 3,1         |
| Exprimés             | Exprimés                  | Exprimés    | Exprimés    | 10 726       | 94,54        | 10 200      | 89,51       |
| * conseiller sortant |                           |             |             |              |              |             |             |

### Canton de Saint-Pierre-des-Corps
| Candidats            | Candidats               | Partis      | Partis      | Premier tour | Premier tour | Second tour | Second tour |
| Candidats            | Candidats               | Partis      | Partis      | Voix         | %            | Voix        | %           |
| -------------------- | ----------------------- | ----------- | ----------- | ------------ | ------------ | ----------- | ----------- |
| 1                    | Cyrille Jeanneau        |             | PS          | 2 535        | 23,70        | 4 277       | 44,09       |
| 1                    | Brigitte Lizé-Brun      |             | PS          | 2 535        | 23,70        | 4 277       | 44,09       |
| 2                    | Marie-Madeleine Bouchet |             | FN          | 1 971        | 18,43        |             |             |
| 2                    | Bruno Lamy              |             | FN          | 1 971        | 18,43        |             |             |
| 3                    | Martine Belnoue*        |             | PCF         | 2 014        | 18,83        |             |             |
| 3                    | Tommy Lasserre          |             | PG          | 2 014        | 18,83        |             |             |
| 4                    | Mounia Haddad           |             | UDI         | 4 175        | 39,04        | 5 423       | 55,91       |
| 4                    | Jean-Gérard Paumier     |             | UMP         | 4 175        | 39,04        | 5 423       | 55,91       |
|                      |                         |             |             |              |              |             |             |
| Inscrits             | Inscrits                | Inscrits    | Inscrits    | 22 623       | 100,00       | 22 623      | 100,00      |
| Abstentions          | Abstentions             | Abstentions | Abstentions | 11 463       | 50,67        | 11 890      | 52,56       |
| Votants              | Votants                 | Votants     | Votants     | 11 160       | 49,33        | 10 733      | 47,44       |
| Blancs               | Blancs                  | Blancs      | Blancs      | 327          | 2,93         | 714         | 6,65        |
| Nuls                 | Nuls                    | Nuls        | Nuls        | 138          | 1,24         | 319         | 2,97        |
| Exprimés             | Exprimés                | Exprimés    | Exprimés    | 10 695       | 95,83        | 9 700       | 90,38       |
| * conseiller sortant |                         |             |             |              |              |             |             |

### Canton de Tours-1
| Candidats            | Candidats         | Partis      | Partis      | Premier tour | Premier tour | Second tour | Second tour |
| Candidats            | Candidats         | Partis      | Partis      | Voix         | %            | Voix        | %           |
| -------------------- | ----------------- | ----------- | ----------- | ------------ | ------------ | ----------- | ----------- |
| 1                    | Josette Blanchet  |             | PCF         | 1 266        | 11,23        |             |             |
| 1                    | Thierry Lecomte   |             | PCF         | 1 266        | 11,23        |             |             |
| 2                    | Gilles Godefroy   |             | FN          | 2 573        | 22,81        |             |             |
| 2                    | Hélène O'Connell  |             | FN          | 2 573        | 22,81        |             |             |
| 3                    | Cécile Chevillard |             | UMP         | 3 704        | 32,84        | 5 467       | 52,73       |
| 3                    | Xavier Dateu      |             | UDI         | 3 704        | 32,84        | 5 467       | 52,73       |
| 4                    | Samira Oublal     |             | PS          | 3 407        | 30,21        | 4 900       | 47,27       |
| 4                    | Frédéric Thomas*  |             | PS          | 3 407        | 30,21        | 4 900       | 47,27       |
| 5                    | Patrick Étesse    |             | POI         | 328          | 2,91         |             |             |
| 5                    | Sylviane Pigale   |             | POI         | 328          | 2,91         |             |             |
|                      |                   |             |             |              |              |             |             |
| Inscrits             | Inscrits          | Inscrits    | Inscrits    | 23 492       | 100,00       | 23 492      | 100,00      |
| Abstentions          | Abstentions       | Abstentions | Abstentions | 11 696       | 49,79        | 12 105      | 51,53       |
| Votants              | Votants           | Votants     | Votants     | 11 796       | 50,21        | 11 387      | 48,47       |
| Blancs               | Blancs            | Blancs      | Blancs      | 295          | 2,5          | 646         | 5,67        |
| Nuls                 | Nuls              | Nuls        | Nuls        | 223          | 1,89         | 374         | 3,28        |
| Exprimés             | Exprimés          | Exprimés    | Exprimés    | 11 278       | 95,61        | 10 367      | 91,04       |
| * conseiller sortant |                   |             |             |              |              |             |             |

### Canton de Tours-2
| Candidats            | Candidats                    | Partis      | Partis      | Premier tour | Premier tour | Second tour | Second tour |
| Candidats            | Candidats                    | Partis      | Partis      | Voix         | %            | Voix        | %           |
| -------------------- | ---------------------------- | ----------- | ----------- | ------------ | ------------ | ----------- | ----------- |
| 1                    | Dominique Lemoine            |             | FD          | 2 093        | 24,56        | 3 931       | 50,73       |
| 1                    | Florence Zulian              |             | PS          | 2 093        | 24,56        | 3 931       | 50,73       |
| 2                    | Claude-Pierre Chauveau*      |             | DVG         | 571          | 6,70         |             |             |
| 2                    | Marie-Hélène Mourier-Dubourg |             | DVG         | 571          | 6,70         |             |             |
| 3                    | Laurence Lecardonnel         |             | FN          | 1 507        | 17,68        |             |             |
| 3                    | Jean-Guy Protin              |             | FN          | 1 507        | 17,68        |             |             |
| 4                    | Louis Aluchon                |             | UDI         | 2 483        | 29,14        | 3 818       | 49,27       |
| 4                    | Marion Nicolay Cabanne       |             | UMP         | 2 483        | 29,14        | 3 818       | 49,27       |
| 5                    | Christophe Boulanger*        |             | EÉLV        | 1 868        | 21,92        |             |             |
| 5                    | Fanny Puel                   |             | FG          | 1 868        | 21,92        |             |             |
|                      |                              |             |             |              |              |             |             |
| Inscrits             | Inscrits                     | Inscrits    | Inscrits    | 19 595       | 100,00       | 19 595      | 100,00      |
| Abstentions          | Abstentions                  | Abstentions | Abstentions | 10 754       | 54,88        | 11 153      | 56,92       |
| Votants              | Votants                      | Votants     | Votants     | 8 841        | 45,12        | 8 442       | 43,08       |
| Blancs               | Blancs                       | Blancs      | Blancs      | 216          | 2,44         | 400         | 4,74        |
| Nuls                 | Nuls                         | Nuls        | Nuls        | 103          | 1,17         | 293         | 3,47        |
| Exprimés             | Exprimés                     | Exprimés    | Exprimés    | 8 522        | 96,39        | 7 749       | 91,79       |
| * conseiller sortant |                              |             |             |              |              |             |             |

### Canton de Tours-3
| Candidats   | Candidats               | Partis      | Partis      | Premier tour | Premier tour | Second tour | Second tour |
| Candidats   | Candidats               | Partis      | Partis      | Voix         | %            | Voix        | %           |
| ----------- | ----------------------- | ----------- | ----------- | ------------ | ------------ | ----------- | ----------- |
| 1           | Jean-Luc Dutreix        |             | DVG         | 2 553        | 30,10        | 3 740       | 46,65       |
| 1           | Nadia Hamoudi           |             | PS          | 2 553        | 30,10        | 3 740       | 46,65       |
| 2           | Jacques Coquelet        |             | FN          | 1 577        | 18,59        |             |             |
| 2           | Josette Rossignol       |             | FN          | 1 577        | 18,59        |             |             |
| 3           | Barbara Darnet-Malaquin |             | UMP         | 3 131        | 36,92        | 4 278       | 53,35       |
| 3           | Olivier Lebreton        |             | UMP         | 3 131        | 36,92        | 4 278       | 53,35       |
| 4           | Marie-Pierre Cuvier     |             | PCF         | 1 220        | 14,39        |             |             |
| 4           | François Lafourcade     |             | EÉLV        | 1 220        | 14,39        |             |             |
|             |                         |             |             |              |              |             |             |
| Inscrits    | Inscrits                | Inscrits    | Inscrits    | 18 654       | 100,00       | 18 654      | 100,00      |
| Abstentions | Abstentions             | Abstentions | Abstentions | 9 784        | 52,45        | 9 970       | 53,45       |
| Votants     | Votants                 | Votants     | Votants     | 8 870        | 47,55        | 8 684       | 46,55       |
| Blancs      | Blancs                  | Blancs      | Blancs      | 246          | 2,77         | 407         | 4,69        |
| Nuls        | Nuls                    | Nuls        | Nuls        | 143          | 1,61         | 259         | 2,98        |
| Exprimés    | Exprimés                | Exprimés    | Exprimés    | 8 481        | 95,61        | 8 018       | 92,33       |

### Canton de Tours-4
| Candidats            | Candidats                  | Partis      | Partis      | Premier tour | Premier tour | Second tour | Second tour |
| Candidats            | Candidats                  | Partis      | Partis      | Voix         | %            | Voix        | %           |
| -------------------- | -------------------------- | ----------- | ----------- | ------------ | ------------ | ----------- | ----------- |
| 1                    | Caroline Larpent           |             | EÉLV        | 1 417        | 19,26        |             |             |
| 1                    | Bruno Olivier              |             | FG          | 1 417        | 19,26        |             |             |
| 2                    | Sylvie Becker              |             | FN          | 1 129        | 15,34        |             |             |
| 2                    | Éric Gilbert de Vautibault |             | FN          | 1 129        | 15,34        |             |             |
| 3                    | Nicolas Gautreau*          |             | PS          | 2 209        | 30,02        | 3 435       | 49,78       |
| 3                    | Fanny Siouville            |             | MoDem       | 2 209        | 30,02        | 3 435       | 49,78       |
| 4                    | Céline Ballesteros         |             | UMP         | 2 604        | 35,39        | 3 466       | 50,22       |
| 4                    | Thomas Gelfi               |             | UDI         | 2 604        | 35,39        | 3 466       | 50,22       |
|                      |                            |             |             |              |              |             |             |
| Inscrits             | Inscrits                   | Inscrits    | Inscrits    | 17 028       | 100,00       | 17 028      | 100,00      |
| Abstentions          | Abstentions                | Abstentions | Abstentions | 9 405        | 55,23        | 9 615       | 56,47       |
| Votants              | Votants                    | Votants     | Votants     | 7 623        | 44,77        | 7 413       | 43,53       |
| Blancs               | Blancs                     | Blancs      | Blancs      | 167          | 2,19         | 337         | 4,55        |
| Nuls                 | Nuls                       | Nuls        | Nuls        | 97           | 1,27         | 175         | 2,36        |
| Exprimés             | Exprimés                   | Exprimés    | Exprimés    | 7 359        | 96,54        | 6 901       | 93,09       |
| * conseiller sortant |                            |             |             |              |              |             |             |

### Canton de Vouvray
| Candidats            | Candidats              | Partis      | Partis      | Premier tour | Premier tour | Second tour | Second tour |
| Candidats            | Candidats              | Partis      | Partis      | Voix         | %            | Voix        | %           |
| -------------------- | ---------------------- | ----------- | ----------- | ------------ | ------------ | ----------- | ----------- |
| 1                    | Béatrice Jakic         |             | PS          | 3 199        | 30,44        | 4 458       | 45,31       |
| 1                    | Bernard Mariotte*      |             | PS          | 3 199        | 30,44        | 4 458       | 45,31       |
| 2                    | Patrick Delétang       |             | UMP         | 3 534        | 33,63        | 5 381       | 54,69       |
| 2                    | Pascale Devallée       |             | UMP         | 3 534        | 33,63        | 5 381       | 54,69       |
| 3                    | Johann Elbory          |             | PG          | 1 186        | 11,29        |             |             |
| 3                    | Lucie Gorbatch         |             | PG          | 1 186        | 11,29        |             |             |
| 4                    | Élisabeth Collet       |             | FN          | 2 590        | 24,65        |             |             |
| 4                    | Stanislas de La Ruffie |             | FN          | 2 590        | 24,65        |             |             |
|                      |                        |             |             |              |              |             |             |
| Inscrits             | Inscrits               | Inscrits    | Inscrits    | 21 146       | 100,00       | 21 163      | 100,00      |
| Abstentions          | Abstentions            | Abstentions | Abstentions | 10 099       | 47,76        | 10 360      | 48,95       |
| Votants              | Votants                | Votants     | Votants     | 11 047       | 52,24        | 10 803      | 51,05       |
| Blancs               | Blancs                 | Blancs      | Blancs      | 404          | 3,66         | 699         | 6,47        |
| Nuls                 | Nuls                   | Nuls        | Nuls        | 134          | 1,21         | 265         | 2,45        |
| Exprimés             | Exprimés               | Exprimés    | Exprimés    | 10 509       | 95,13        | 9 839       | 91,08       |
| * conseiller sortant |                        |             |             |              |              |             |             |